# Fenothiazin
Fenothiazin, (zkráceně PTZ) je organická sloučenina se vzorcem S(C6H4)2NH, podobná heterocyklům ze skupiny thiazinů. Deriváty fenothiazinu jsou značně biologicky aktivní; například chlorpromazin se používá jako psychiatrické léčivo a promethazin slouží k léčbě alergií. Methylenová modř byla jedním z prvních známých antimalarik, její deriváty se zkoumají pro potenciálně protiinfekční účinky.

## Výroba
Fenothiazin byl poprvé připraven v roce 1883 reakcí difenylaminu se sírou,pozdější metody se zaměřují na cyklizaci 2-substituovaných difenylsulfidů. Z fenothiazinu se připravuje několik fenothiazinových léčiv.
Fenothiaziny se chovají jako donory elektronů, přičemž mohou vytvářet soli s mnoha různými akceptory.

## Použití
Samotný fenothiazin je pouze předmětem teoretického zájmu, jeho deriváty však přinesly výrazný pokrok do psychiatrie i ostatních lékařských odvětví a jiné deriváty byly zkoumány pro možné využití v bateriích a palivových článcích.

### Fenothiazinová léčiva
V roce 1876 objevil Heinrich Caro methylenovou modř, barvivo patřící mezi deriváty fenothiazinu. Jeho strukturu navrhl v roce 1885 Heinrich August Bernthsen, který také v roce 1883 připravil fenothiazin. V 80. letech 19. století začal Paul Ehrlich používat methylenovou modř k barvení buněk při experimentech, za což získal část Nobelovy ceny; například barvil bakterie a parazity, jako jsou Plasmodiidae. Navrhl využití methylenové modři při léčbě malárie, provedl klinické testy a zavedl používání methylenové modři k tomuto účelu.
Později se fenothiazin začal používat jako insekticid a anthelmintikum. Ve 40. letech 20. století chemický tým Paula Charpentiera začal připravovat deriváty fenothiazinu; tato činnost vedla k objevu promethazinu, který neměl žádné antiinfekční vlastnosti, ale fungoval jako antihistaminikum se silně sedativními účinky a byl prodáván jako lék na alergie a jako anestetikum; v roce 2012 se stále používal. Na konci 40. let byl ve stejné laboratoři vytvořen chlorpromazin, který se ukázal jako ještě silnější sedativum; Jean Delay a Pierre Deniker jej vyzkoušeli na svých psychiatrických pacientech a na začátku 50 let zveřejnili výsledky studie. Jimi objevený silný účinek přinesl pokrok do psychiatrie a vedl ke zintezivnění výzkumu derivátů fenothiazinu. Výzkum derivátů fenothiazinu a jejich aktivity byl jedním z prvních využití lékařské chemie.
Fenothiaziny jsou největší z pěti základních skupin antipsychotik. Kromě antipsychotických mají často také antiemetické vlastnosti, ovšem též časté vedlejší účinky, jako jsou akatazie, tardivní dyskinezie a hyperprolaktinémie. Používání fenothiazinů bývá spojováno s antifosfilipidovým syndromem, tyto souvislosti ale nebyly potvrzeny.
Fenothiazinová antipsychotika se dělí na tři skupiny, které se rozlišují podle substituentů na atomu dusíku: alifatické (s acyklickými substituenty), piperidinové (obsahující skupiny odvozené od piperidinu) a piperazinové (s piperazinovými substituenty).
| Skupina               | Autonomní      | Příklad         | Sedativum      | Extrapyramidální vedlejší účinky |
| --------------------- | -------------- | --------------- | -------------- | -------------------------------- |
| Alifatické sloučeniny |                |                 |                |                                  |
| mírný                 | Chlorpromazin  | silné           | mírné          |                                  |
| mírný                 | Promazin       | mírné           | mírné          |                                  |
| mírný                 | Triflupromazin | silné           | mírné až silné |                                  |
| mírný                 | Levomepromazin | velmi silné     | slabé          |                                  |
| Piperidiny            | silné          | Mesoridazin     | silné          | slabé                            |
| Piperidiny            | silné          | Thioridazin     | silné          | slabé                            |
| Piperaziny            | slabé          | Flufenazin      | slabé až mírné | silné                            |
| Piperaziny            | slabé          | Perfenazin      | slabé až mírné | silné                            |
| Piperaziny            | slabé          | Prochlorperazin |                |                                  |
| Piperaziny            | slabé          | Trifluoperazin  | mírné          | silné                            |

### Nelékařská použití
Řada ve vodě rozpustných fenothiazinových barviv, jako jsou methylenová modř, methylenová zeleň a thionin, může být elektropolymerizována za vzniku vodivých polymerů používaných jako elektrokatalyzátory oxidace NADH v enzymatických biosenzorech a biopalivových článcích.
Fenothiazin funguje jako anaerobní inhibitor polymerizace kyseliny akrylové, čehož se často využívá při jejím přečišťování.

## Dřívější použití
Fenozhiazin se používal jako insekticid a jako anthelmintikum u lidí a hospodářských zvířat, byl však pro tyto účely nahrazen jinými látkami.
Fenothiazin byl zaveden jako insekticid v roce 1935. Kvůli tomu, že se na světle a na vzduchu rozkládá bylo však obtížné určit množství, které je třeba použít, a tak byl ve 40. letech 20. století nahrazen jinými prostředky, jako je DDT. K roku 2015 nebyl jako pesticid registrován ve Spojených státech amerických, Evropě ani Austrálii.
Použití fenothiazinu jako anthelmintika bylo zavedeno v roce 1940 a tato látka bývá, společně s thiabendazolem, považována za první moderní anthelmintikum.
V roce 1961 byly zaznamenány první případy odolnosti vůči fenothiazinu.
Ve 40. letech 20. století se fenothiazin začal používat jako anthelmintikum také u lidí; často byl podáván dětem rozpuštěný v čokoládě. V 50. letech byl nahrazen jinými léčivy.